# Berthe Chanteux
Berthe Chanteux, née le 4 avril 1876 à Paris, 10e arrondissement et morte le 16 août 1960 à Cannes, est une artiste peintre et graveuse française.

## Biographie
Née Berthe Marie Léontine Chanteux, fille de François Joseph Émile, employé, et de Marie Victorine Lafitte.
Élève de Ferdinand Humbert, Marcel Baschet et Jean Patricot, elle expose au Salon de 1896 à 1914.
Elle devient Officier d'académie en 1905.
En 1909, elle épouse à Asnières le peintre Georges Pavec.
Elle meurt à Cannes à l'âge de 84 ans.